# Casting Crowns
Casting Crowns — американская христианская рок-группа, образованная в 1999 году в Дейтона-Бич (Флорида). Группа основана пастором Марком Холлом, который является вокалистом группы, как часть молодёжной группы в Первой баптистской церкви в центре Дейтона-Бич, штат Флорида. Позже они переехали в Стокбридж, штат Джорджия, и к ним присоединились другие участники. В настоящее время некоторые участники группы работают служителями в Первой баптистской церкви Eagle’s Landing в Макдоноу, штат Джорджия. Группа получила премии «Грэмми», American Music Awards, Billboard Music Awards и Dove Award.

## История
См. также «Casting Crowns History» в английском разделе.
Христианская рок-группа Casting Crowns возникла как студенческая группа богослужения в Дейтона-Бич, штат Флорида, в 1999 году. Во главе с певцом, автором песен и молодёжным пастором Марком Холлом в группу первоначально входили гитаристы Хуан ДеВево и Гектор Сервантес, скрипачка Мелоди ДеВево и барабанщик Роб Сервантес (он же Чавес). В 2001 году группа переехала в Джорджию, где к ней добавились Крис Хаффман на басу, Меган Гарретт на клавишных и аккордеоне, а также барабанщик Энди Уильямс. Эта расширенная версия Casting Crowns выпустила два независимых альбома на CD, оба из которых были хорошо приняты в районе Атланты. Оба независимых альбома были стараниями Марка Холла и остальных участников группы использованы в качестве просветительских проектов для молодежи в этом районе.
В 2023 году группа была второй по числу хитов номер один (у них 9) в чарте Hot Christian Songs (создан в 2003 году), уступая только рекорду группы MercyMe (13 чарттопперов).

## Дискография
См. также «Casting Crowns discography» в английском разделе.
- Casting Crowns (2003)
- Lifesong (2005)
- The Altar and the Door (2007)
- Peace on Earth (2008)
- Until the Whole World Hears (2009)
- Come to the Well (2011)
- Thrive (2014)
- The Very Next Thing (2016)
- Only Jesus (2018)

## Награды и номинации

### Grammy Awards
Casting Crowns получили одну награду из шести номинаций Грэмми.
| Год         | Номинированная работа      | Категория                                            | Результат |
| ----------- | -------------------------- | ---------------------------------------------------- | --------- |
| Грэмми-2006 | Lifesong                   | Best Pop/Contemporary Gospel Album                   | Победа    |
| Грэмми-2008 | «East to West»             | Best Gospel Performance                              | Номинация |
| Грэмми-2008 | The Altar and the Door     | Best Pop/Contemporary Gospel Album                   | Номинация |
| Грэмми-2009 | «East to West»             | Best Gospel Performance                              | Номинация |
| Грэмми-2013 | Come to the Well           | Best Contemporary Christian Music Album              | Номинация |
| Грэмми-2013 | «Jesus, Friend of Sinners» | Best Gospel/Contemporary Christian Music Performance | Номинация |